# نویبروگ ایم بورگن‌لاند
نویبروگ ایم بورگن‌لاند (به آلمانی: Neuberg im Burgenland) یک Landgemeinde و شهرستان اتریش در اتریش است که در Güssing District واقع شده‌است.

## خصوصیات
نویبروگ ایم بورگن‌لاند  ۱٬۰۱۵ نفر جمعیت دارد.